# Kızılcapınar, Kandıra
Kızılcapınar là một xã thuộc huyện Kandıra, tỉnh Kocaeli, Thổ Nhĩ Kỳ. Dân số thời điểm năm 2010 là 130 người.